# NGC 2805
NGC 2805 ist eine Balken-Spiralgalaxie vom Hubble-Typ SBd im Sternbild Großer Bär am Nordsternhimmel. Sie ist schätzungsweise 81 Millionen Lichtjahre von der Milchstraße entfernt und hat einen Durchmesser von etwa 145.000 Lj. Gemeinsam mit NGC 2814, NGC 2820 und IC 2458 bildet sie das interaktive Galaxienquartett Holm 124.
Das Objekt wurde am 2. April 1791 von dem deutsch-britischen Astronomen William Herschel mit einem 48-cm-Teleskop entdeckt.

## NGC 2805-Gruppe (LGG 173)
| Galaxie  | Alternativname | Entfernung / Mio. Lj |
| -------- | -------------- | -------------------- |
| NGC 2805 | PGC 26410      | 81                   |
| NGC 2814 | PGC 26469      | 75                   |
| NGC 2820 | PGC 26498      | 74                   |
| NGC 2880 | PGC 26939      | 73                   |
| IC 2458  | PGC 26485      | 72                   |